# 슈퍼 카세트 비전

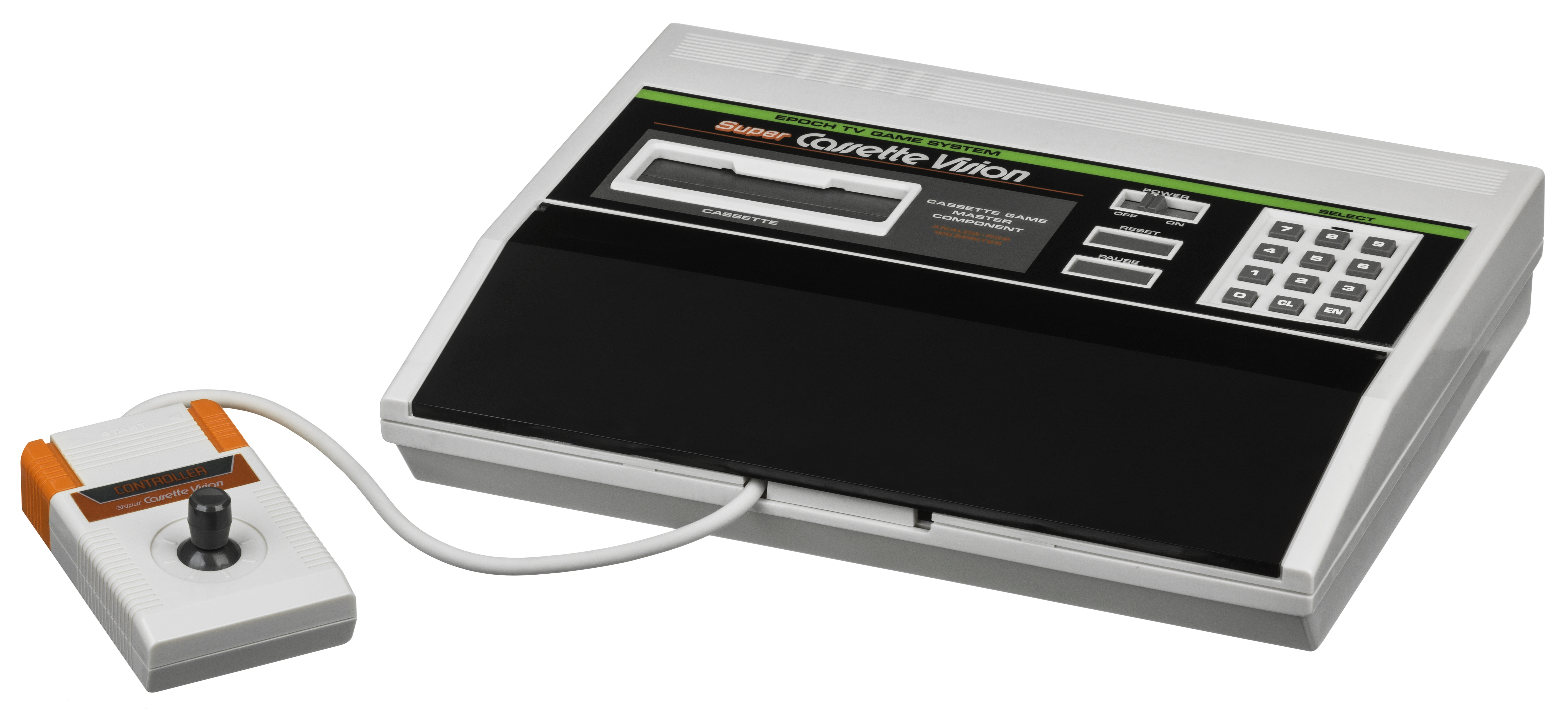

슈퍼 카세트 비전(Super Cassette Vision, 일본어: スーパーカセットビジョン)은 에폭에서 발매된 가정용 게임기로 카세트 비전의 후계 기종이다. 1984년 7월 17일 일본에서 발매되었으며, 발매 당시 정가는 14,800엔.
발매 당시의 라이벌 기종인 닌텐도의 패밀리 컴퓨터나 세가의 SG-1000을 능가하는 성능을 가지고 있었지만, 단음 출력이 빈약하거나 콤포짓 출력과 확장 단자가 없는 등의 단점이 있었다. 초기에는 패밀리 컴퓨터와 SG-1000에게 선전하는 듯 싶다가 이내 카세트 비전과 마찬가지로 시장에서 자취를 감추게 된다.
이후 에폭은 패밀리 컴퓨터의 서드파티로 참가, 1989년 12월 15일 패미컴 야구반을 발매하고 게임 소프트웨어 개발사가 되었다.